# Johannes Baptist de la Salle

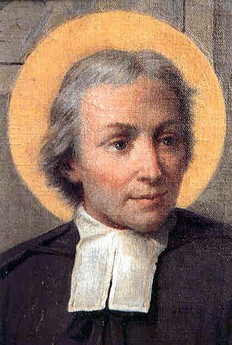
Johannes Baptist de la Salle

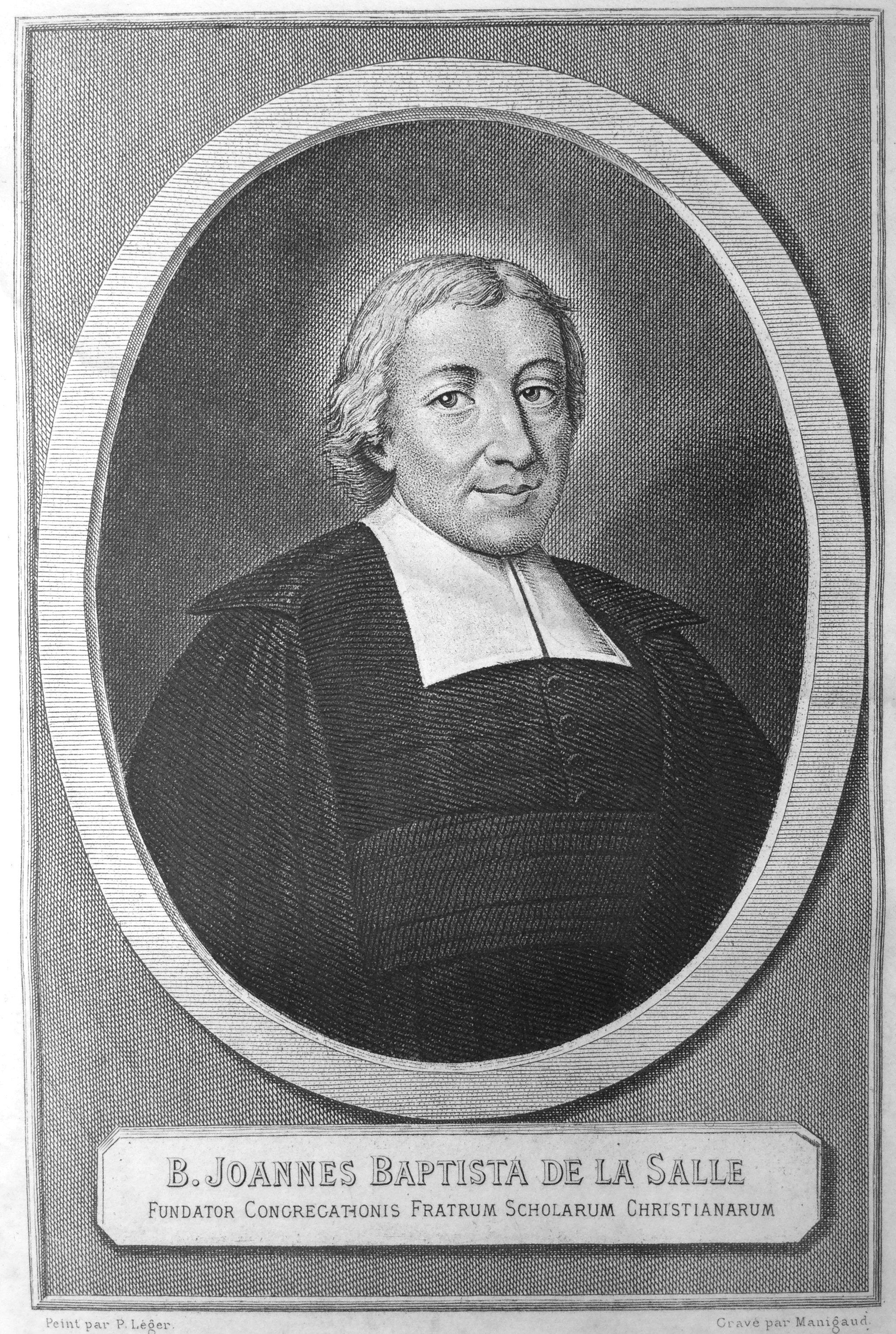
Johannes Baptist de la Salle, gravure

Johannes Baptist de La Salle, Franse naam Jean-Baptiste de La Salle, (Reims, 30 april 1651 – Manoir de Saint-Yon (buitenwijk van Rouen), 7 april 1719) was een Franse rooms-katholieke en heilig verklaarde geestelijke.

## Situering
La Salle stamde uit een juristenfamilie, maar werd in 1667 kanunnik aan de kathedraal van Reims. Vanaf 1670 studeerde hij te Parijs theologie. In 1678 werd hij tot priester gewijd. Hij richtte in 1679 een armenschool op. In 1680 promoveerde hij tot doctor in de theologie. Hij gaf zijn kanunnikspost in 1683 op. In 1684 stichtte hij de congregatie van de Broeders van de Christelijke Scholen die zich zouden toeleggen op onderwijs aan de armen. De geestelijke orde noemde zich de Fratres Scholarum Christianorum, afgekort FSC. La Salle heeft zich als leraar en innovator op pedagogisch gebied zijn hele leven ingezet voor de geestelijke ontwikkeling van de armen. Een van zijn vernieuwingen was dat het Frans de taal van het onderwijs werd en niet langer het Latijn.
In 1888 werd Jean-Baptiste de la Salle zalig verklaard. Paus Leo XIII verklaarde hem in 1900 heilig. Paus Pius XII benoemde hem in 1950 tot beschermheilige van de leraren en patroon van alle opvoeders. Zijn feestdag is op 7 april. 